# Ilburnia nephrolepidis
Ilburnia nephrolepidis är en insektsart som först beskrevs av George Willis Kirkaldy 1908.  Ilburnia nephrolepidis ingår i släktet Ilburnia och familjen sporrstritar. Inga underarter finns listade i Catalogue of Life.